# 호리키리촌 (니가타현)
호리키리촌(堀切村)은 니가타현 기타칸바라군에 설치되었던 촌이다. 현재의 다이나이시에 해당한다.